# ناندي

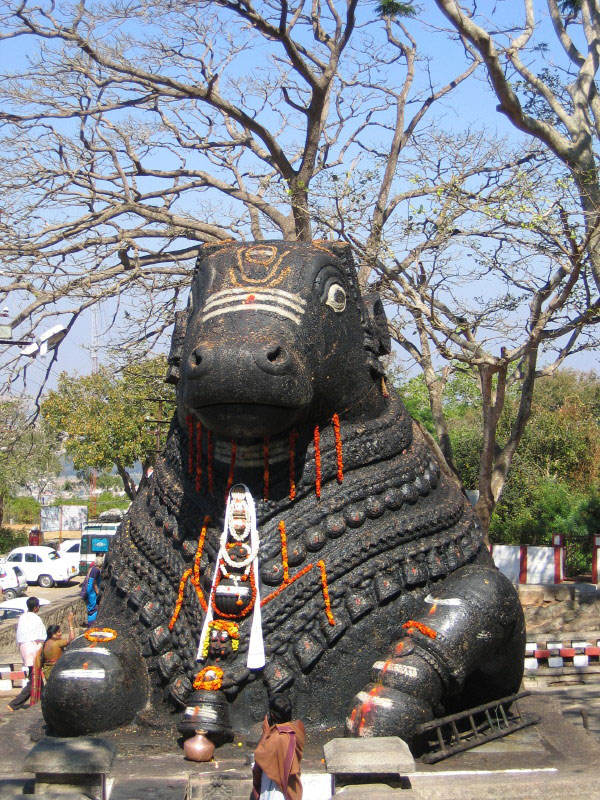
صنم لناندي في الهند

ناندي (بالسنسكريتية: नन्दि)‏، (بالتاميلية: நந்தி)‏، (بالكنادية: ನಂದಿ)‏، (بالتيلوغوية: న౦ది)‏ هو اسم حارس ألوهية كايلاسا، مسكن شيفا. ويصور عادة بأنه ثور يخدم أيضًا كجبل للإله شيفا. يوجد تمثال لناندي يواجه المزار الرئيسي في معظم معابد شيفا. وهناك أيضا عدد من المعابد مكرسة حصرا لناندي.

## ناندي في الهندوسية

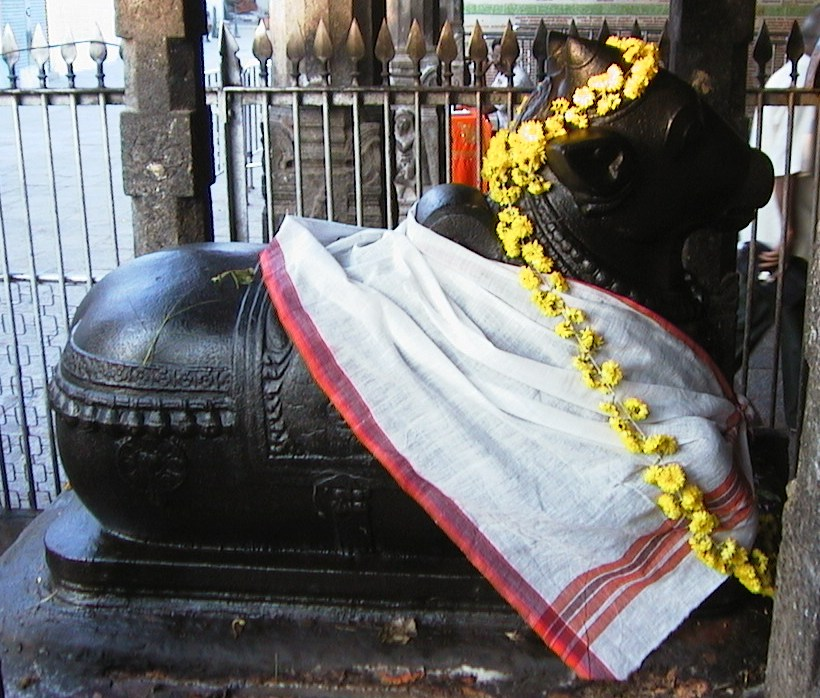
تمثال لناندي عند بوابة أحد المعابد

- إله رئيسي: ناندي إله مستقل بنفسه منذ أيام حضارة وادي السند حيث كانت تربية الأبقار مهمة للعيش. وهناك عُبد شيفا كراعي وحافظ للماشية. يصفه البعض كإنسان بوجه ثور يشبه شيفا لكن بأربع أذرع.
- حامل شيفا: ناندي عربة التنقل الرئيسية لشيفا وتابعه الرئيسي.
- حارس بوابة لشيفا: تفسر العلاقة الحميمة بين شيفا وثوره وضع تماثيل لناندي عند مداخل كثير من المعابد المكرسة لشيفا.
- قائد جيش شيفا
- غورو الشيفية: بالإضافة لكونه حامل شيفا فهو أقرب أصحابه، وغورو رئيسي في بعض التقاليد.

## أساطير عن ناندي
حسب بعض الأساطير ولد ناندي من الجانب الأيمن لفيشنو وقدم كابن للحكيم سالانكايانا.
لعن ناندي رافانا (شيطان) بأن مملكته سيحرقها قانارا (قرد). وحرق هانومان لاحقا لانكا عندما ذهب ليبحث عن سيتا التي سجنها رافانا.

## مواضيع متعلقة
- شيفا
- بقرة مقدسة